# Ápisz

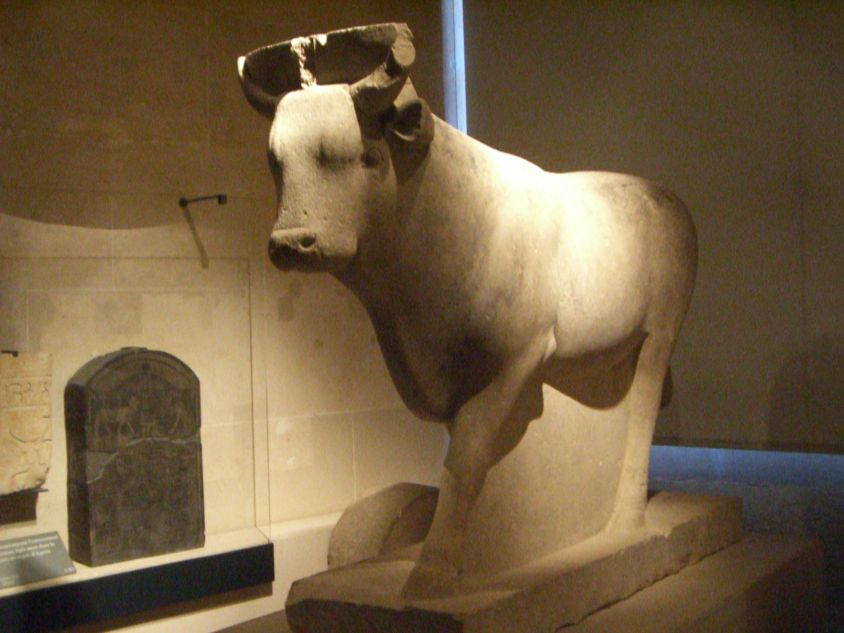
Ápisz-szobor, Louvre

Ápisz, Ozirisz élő jelképe, az ókori egyiptomi vallás szent bikája, termékenységisten az ókori Egyiptomban, ezért a földműves-ünnepeket az ő tiszteletére rendezték meg. Kapcsolatba hozták a napistennel is, ez az oka annak, hogy szarvai között ott a napkorong és időnként az ureusz-kígyó is. Fő tiszteleti helye Memphisz volt, ahol Ptah hírnökét és lelkének megtestesülését látták benne. Általában fehér foltokkal tarkított fekete bika képében ábrázolták. A legendák szerint futásával termékenyítette meg a földet.
III. Amenhotep korától az elhunyt Ápisz-bikákat Ozirisszal azonosították, s ekkor épült az első Ápisz-sír a Memphisz melletti Szakkarában, amit 1851-ben Auguste Mariette francia egyiptológus talált meg. A bika temetését a fáraó fia, Thotmesz felügyelte. A ramesszida kortól Ápisz halott istenné vált, számos koporsón ábrázolták hátán az elhunyt múmiájával a sírhoz rohanó fekete vagy tarka bikaként. A külön helyiségben tartott élő Ápisz-bika kiválasztása nagy gonddal történt, Ailianosz görög szerző szerint azt a bikaborjút ismerték el Ápisznak, amelyik 28 formai kritériumnak megfelelt (pl. fekete fej, háromszög alakú fehér folt a homlokon, meghatározott formájú foltok a háton, stb). Húsából tilos volt fogyasztani, és a memphiszi palotában papok gondoskodtak róla.
A XIX. dinasztia korától az elhunyt Ápiszokat mumifikálás után közös sírépítményben, sajátos szertartás kíséretében nagy kőkoporsóba helyezve Szakkarában, a Szerapeumban (a hatalmas sírmezőt alkotó föld alatti folyosók egyikében, amelyet Auguste Mariette tárt fel) helyezték el. A XXVI. (szaiszi) dinasztia korában (i. e. 7-6. század) Memphiszben, Ptah szentélye közelében különleges Apeiont építettek az Ápisz-bikák számára. Ápisz leszármazottait is tisztelet övezte és külön épületben tartották őket. Haláluk nagy szerencsétlenséget jelentett. A nagy számban ránk maradt Ápisz-bronzszobrocskák egynémelyikén a szarvak között napkorongot is látunk. A görögök Zeusz fiának tartották, s az Iótól született legendás királlyal, Epaphosszal azonosították.
A Ptolemaioszok korától kezdve egy új istenség, az Ozirisz nevét is viselő szent Ápisz bika, görögösített összevont nevén Szerápisz kultusza hódította meg a Földközi-tenger térségeit.

## Auguste Marietteáltal feltárt Ápisz-bika temetkezések[1]
| Különálló sírok - I. III. Amenhotep korából - II. valószínűleg a XVIII. dinasztia idejéről - III. Tutanhamon korából - IV-V. Horemheb idejéből - VI. I. Széthi korából - VII. II. Ramszesz uralkodásának 16. évéből - IX. II. Ramszesz uralkodásának 30. évéből | Kisebb sírboltok - X-XIV. II. Ramszesz - XVI. VI. Ramszesz - XVII. IX. Ramszesz - XXVII. II. Oszorkon, 23. év - XXVIII. II. Takelot, 14. év - XXIX. III. Sesonk, 28. év - XXX. Pami, 2. év - XXXI. V. Sesonk ?, 4. év (?) - XXXII. V. Sesonk, 11. év - XXXIII. V. Sesonk, 37. év - XXXIV-XXXV. Bokkhórisz, 6. év/Sabaka, 2. év - XXXVI. Taharka, 24. év - XXXVII. I. Pszammetik, 20/21. év | Nagyobb sírboltok - XXXVIII. I. Pszammetik, 52. év - XXXIX. II. Nekó, 16. év - XL. Apriész, 12. év - XLI. Amaszisz, 23. év - XLII. II. Kambüszész, 6. év - XLIII. I. Dareiosz, 34. év - XLIV. I.Dareiosz, 4. év - XLV. I.Dareiosz; számozatlan Nephritész, 2. év - XLVI. Hababas, 2. év - LV. VI. Ptolemaiosz, 17. év - LVII. VIII. Ptolemaiosz II. Eurgetész, 52. év - számozatlan ismeretlen |